# منطقه ۹ شهرداری اصفهان
منطقهٔ ۹ شهرداری اصفهان یکی از مناطق پانزده‌گانه شهر اصفهان است. منطقهٔ ۹ دومین منطقهٔ فرسوده شهری اصفهان است.
این منطقه از شمال با مناطق ۲ و منطقه ۱۱،از شرق با منطقه ۱ و از طریق بزرگراه شهید خرازی، از جنوب کاملاً با رودخانه زاینده‌رود هم‌جوار است و از غرب با شهر و شهرستان خمینی‌شهر هم‌مرز است. این منطقه غربی‌ترین بخش شهر اصفهان است . 
این منطقه شامل ۹ محله است که شامل محلهٔ گورتان، ناژوان، جاوان پایین، زهران، لادان، نصرآباد، کارلادان، جروگان و محلهٔ سودان می باشد. این منطقه به دلیل اینکه کاملاً از جنوب با رودخانهٔ زاینده‌رود هم‌جوار است به ریه‌های اصفهان معروف است.
خیابان آتشگاه از این منطقه می‌گذرد و از بزرگراه شهید خرازی شروع و از محله‌های گورتان، نصرآباد،کارلادان و جروگان می‌گذرد و در مرز منطقهٔ ۹ و شهرستان خمینی‌شهر خاتمه می یابد از خیابان‌های معروف دیگر این منطقه می توان به خیابان میرزاطاهر ، خیابان مظاهری، خیابان وحدت و خیابان کهندژ و خیابان صمدیه لباف اشاره کرد.
شهرداری منطقهٔ ۹ واقع در خیابان وحدت محلهٔ گورتان پیش از سال ۱۳۶۴ شهرداری منطقه یک بود و در سال ۱۳۶۴ شهرداری منطقه یک به محلهٔ صائب منتقل شد و شهرداری منطقهٔ یک قبلی به شهرداری منطقهٔ ۹ تبدیل شد.
مادی لنبان در این منطقه واقع شده است.

## جاذبه ها
این منطقه آثار باستانی زیادی دارد مانند: مسجد جامع گورتان، امامزاده سلطان ایوب، چنار زهران،ابودردا، منارجنبان در محلهٔ کارلادان و کوه آتشگاه در محلهٔ جروگان از جمله آثار باستانی این محله هستند.

## مکان‌های تفریحی رفاهی
- مجموعه ورزشی شهدای نصرآباد[۱۳]
- بوستان شفق
- بوستان جنت[۸]
- منارجنبان
- کوه آتشگاه